# Psychotrieae
Psychotrieae — триба квіткових рослин родини маренових (Rubiaceae). Включає 2114 видів у 17 родах. Поширені у тропічних та субтропічних регіонах.

## Роди
- Amaracarpus Blume (30 видів)
- Anthorrhiza C.R.Huxley & Jebb (9 видів)
- Apomuria Bremek. (12 видів)
- Calycosia A.Gray (8 видів)
- Cremocarpon Boivin ex Baill. (9 видів)
- Dolianthus C.H.Wright (13 видів)
- Gillespiea A.C.Sm. (1 вид)
- Hydnophytum Jack (94 видів)
- Myrmecodia Jack (27 видів)
- Myrmephytum Becc. (5 видів)
- Psychotria L. (1874 види)
- Ronabea Aubl. (3 види)
- Squamellaria Becc. (4 види)
- Streblosa Korth. (25 видів)
- Psathura Comm. ex A.Juss. (8 видів)
- Pyragra Bremek. (2 види)
- Trigonopyren Bremek. (9 видів)